# Anicet Mbida
Anicet Mbida, né en 1969 au Cameroun, est un journaliste qui exerce dans le groupe France Télévisions et sur la radio Europe 1.

## Biographie
Anicet Mbida est né au Cameroun. Il arrive en France à l'âge de 13 ans et se passionne immédiatement pour l'informatique.
Son engouement pour les jeux vidéo le pousse — alors qu'il n'a que 18 ans — à créer le jeu 3D fight pour Ubisoft et à adapter Zombie pour Amstrad d'après le film de Romero.
Il suit des études d'ingénieur à Télécom Paris (ENST). En tant qu'ingénieur, il a notamment travaillé pour le programme spatial européen Hermès.
Entre 1994 et 2012, il est rédacteur en chef adjoint du site 01net consacré aux produits high-tech.
Il se fait connaitre à la télévision française en présentant la rubrique Culture Geek sur BFMTV.
Il est ensuite recruté par le groupe M6 où il présente à partir d'octobre 2012 l'émission Secrets de fabrication sur 6ter puis à partir de février 2013, la chronique Expliquez-nous du journal télévisé Le 19:45 de M6.
Depuis 2015, il est chroniqueur dans la matinale d'Europe 1 ce qui lui a donné l'occasion d'interviewer des grands noms de la high-tech…
Depuis 2019, il présente dans le cadre du magazine Télématin, la rubrique Demain consacrée aux innovations technologiques.
Il assure l’intérim estival de la présentation de ce magazine matinal pendant la semaine du 9 au 14 août 2021. Sa prestation est saluée par une audience en nette hausse.
Depuis 2023, il passe sur France Info.